# Aeróstata
Un aeróstata (aérostier) es un individuo de un cuerpo de ingenieros que se creó en Francia en 1793. 
Su institución era observar desde los globos sujetos en el suelo con fuertes cuerdas los movimientos de los ejércitos contrarios. En 1812 se hicieron también pruebas entre las tropas rusas. En la guerra de Italia (1839) los franceses hicieron nuevos ensayos y también los americanos, en su Guerra de Secesión pusieron en uso las observaciones militares por medio de los globos. Lo peligroso de las ascensiones, expuestas a los fuegos de la artillería hizo que se dejara de adoptar este medio de espiar las operaciones del enemigo.